# Nils Bergslien

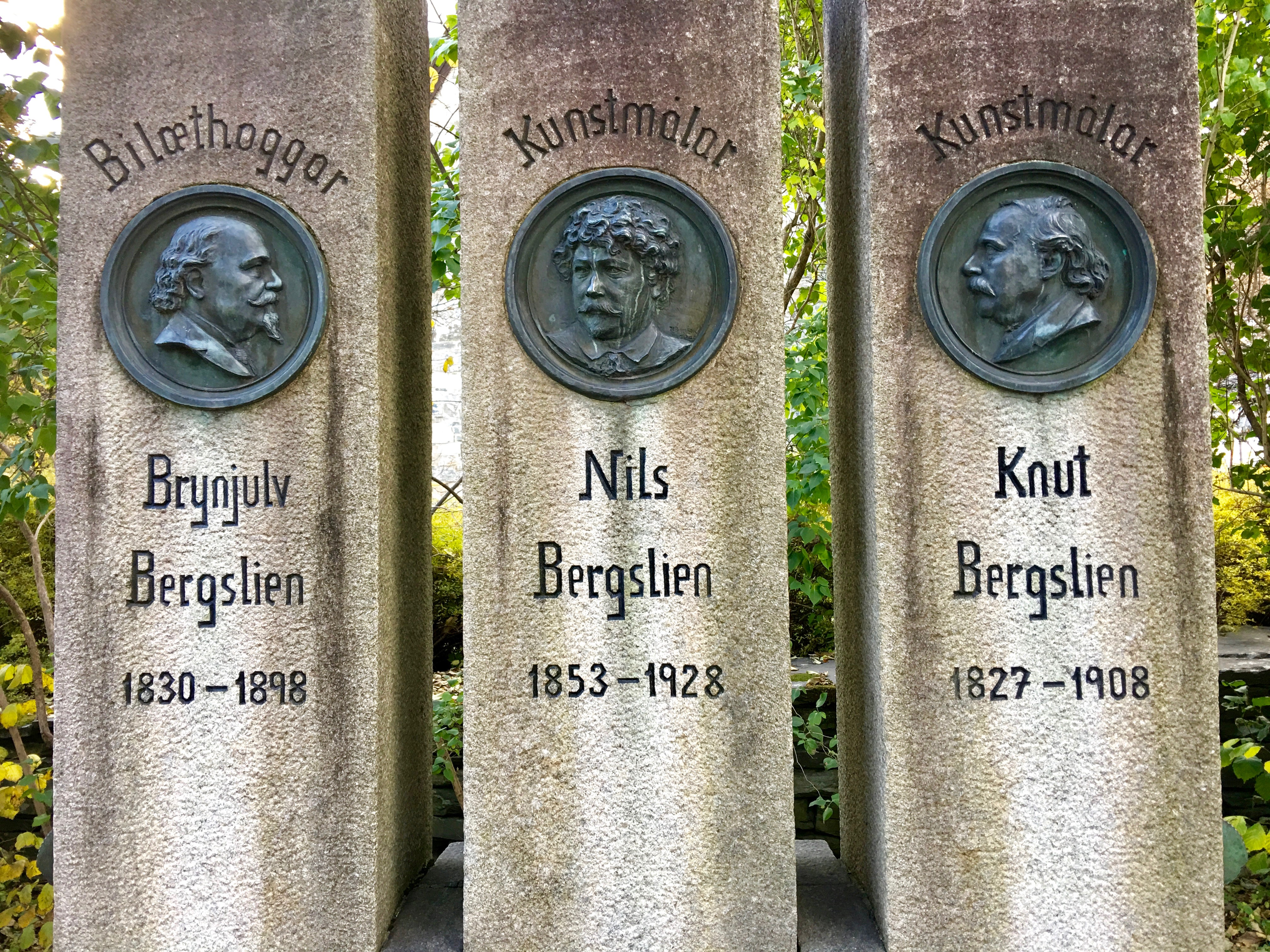
Bergslien-Monument in Voss, Norwegen (1928): Medaillonporträts von Nils Bergslien (Mitte) und seinen Onkeln Brynjulf (links) und Knud (rechts)

Nils Nilsen Bergslien (* 26. Februar 1853 in Voss, Norwegen; † 17. Februar 1928 in Eidfjord, Norwegen) war ein norwegischer Genre-, Historien- und Porträtmaler, Zeichner und Bildhauer. Sein Werk wird der Norwegischen Nationalromantik zugeordnet.

## Leben

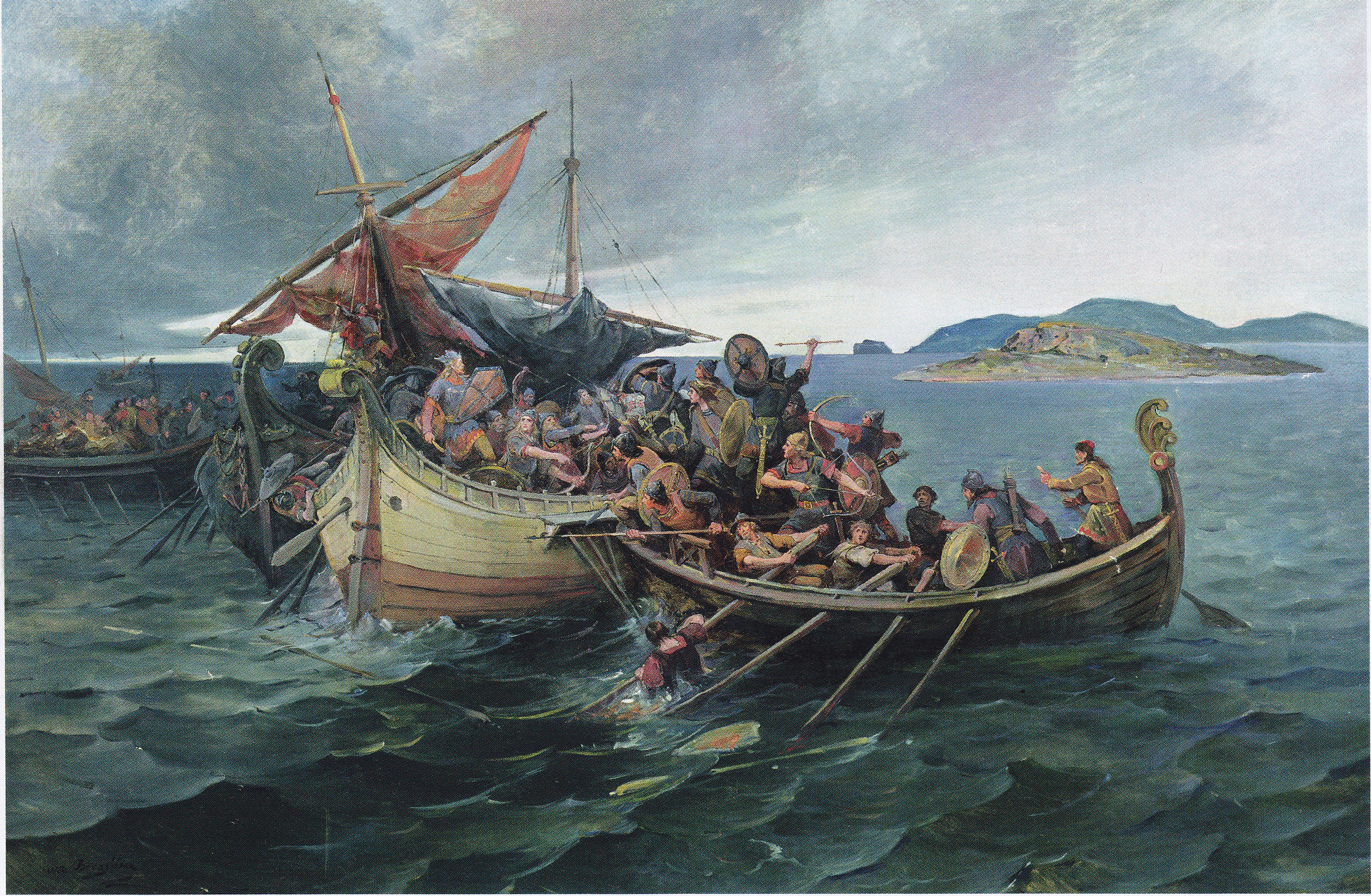
Olav I. Tryggvason in der Seeschlacht von Svold, um 1900

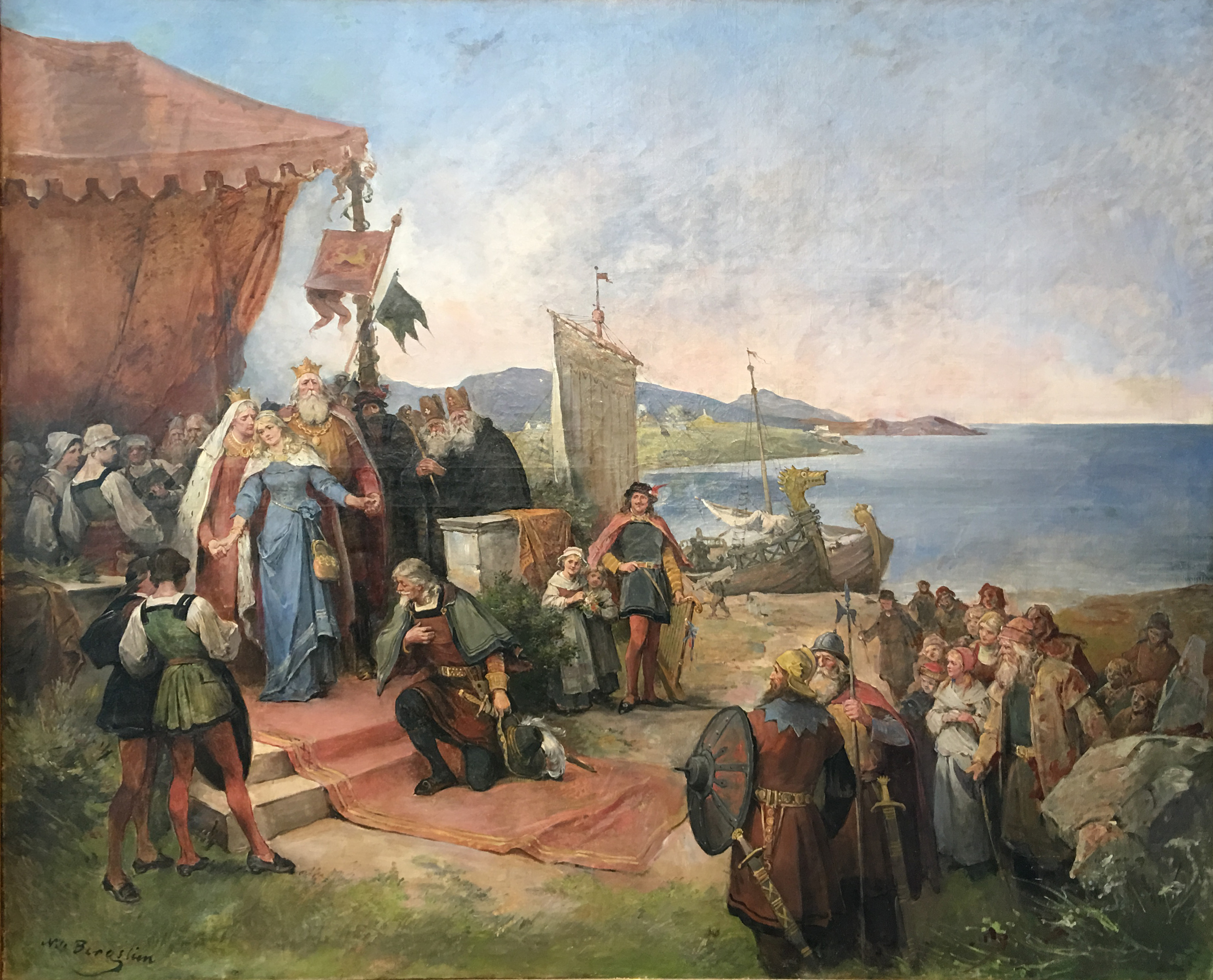
Abreise der Prinzessin Kristin Håkonsdatter nach Spanien

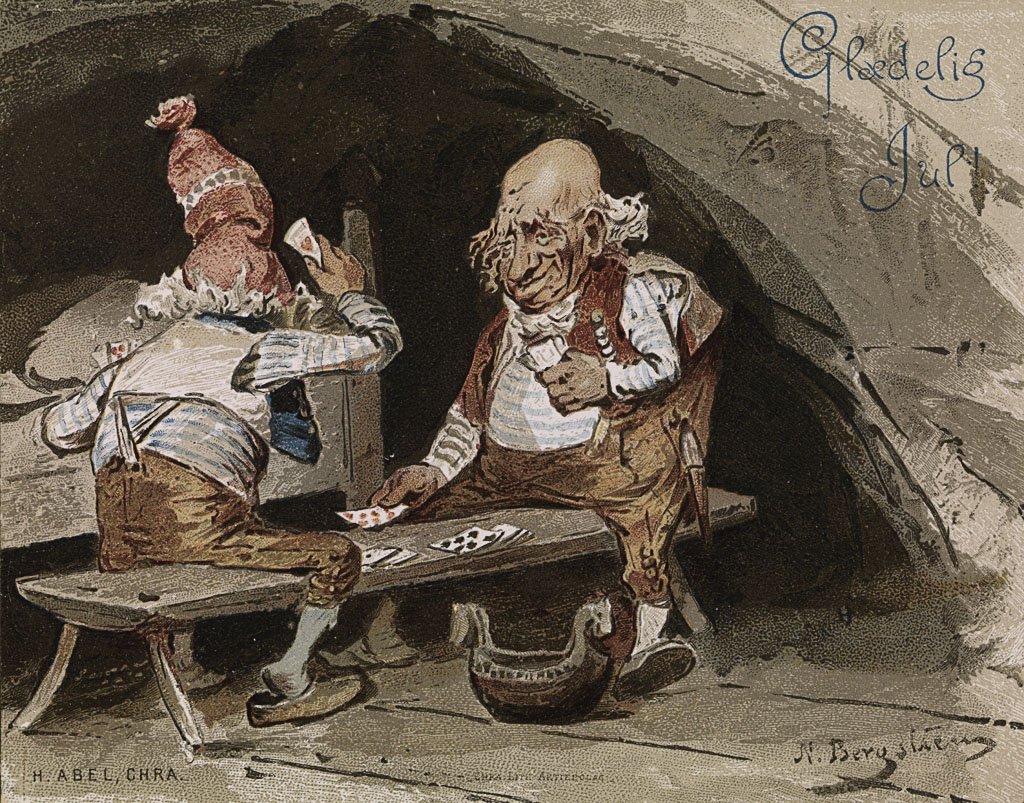
Kartenspielende Wichtel auf einer Weihnachtspostkarte, 1887

Bergslien, Sohn von Nils Larsen Bergslien und Sigvor Nilsdatter, malte zunächst als Autodidakt. Als sein Onkel, der Genre- und Historienmaler Knud Bergslien, nach vielen Jahren aus Düsseldorf, wo er Einflüsse der Düsseldorfer Malerschule aufgenommen hatte, nach Christiania zurückgekehrt war, zog er Ende 1869 zu ihm. In Christiania besuchte er die Königliche Kunst- und Gewerbeschule. 1871/1872 ging er außerdem in die private Malschule, die sein Onkel Knud zusammen mit Morten Müller 1870 von Johan Fredrik Eckersberg übernommen hatte. 1873 begleitete er seinen Onkel Knud auf einer Reise nach Deutschland und Österreich. Mittels eines Stipendiums unternahm er 1874 oder 1875 mit Gerhard Munthe eine Studienreise nach Telemark. Diese Reise verschaffte ihm bleibende Eindrücke von Kultur und Schönheit der norwegischen Gebirgslandschaft und inspirierte ihn zu Bildern mit Wichteln, die ihn später bekannt machten. Am 18. Dezember 1874 immatrikulierte er sich an der Königlichen Akademie der Bildenden Künste in München. Dort studierte er unter dem Maler Otto Seitz. 1879 kehrte er nach Norwegen zurück und lebte abwechselnd in Christiana, Voss, Bergen (1882–1884) und Jæderen (1884–1886), ab 1887 abwechselnd auf seinem Hof in Eidfjord, wo er 74-jährig starb, und in Bergen. 1880 unternahm er mit Axel Ender und Holger Drachmann eine Wanderung auf das Hochplateau Hardangervidda.
Bergslien bevorzugte die nationalromantische Darstellung von Motiven aus norwegischer Geschichte und Folklore sowie norwegischen Märchen. Besonders beliebt machten ihn seine Wichtel (norwegisch nisser), die auf Postkarten und anderen Drucken verbreitet wurden. Zu Beginn der 1920er Jahre schuf er ein Bronzerelief, das 1921 zum Gedenken an den norwegischen Fiedler und Komponisten Ola Mosafinn (1828–1912) in Voss (Vossewangen) errichtet wurde. In Bergliens Todesjahr 1928 ließ die Gemeinde Voss zu Ehren seiner Onkel Brynjulf und Knud sowie zu seinen Ehren das Bergslien-Monument errichten. Es zeigt Medaillonporträts der drei Geehrten, die Nils Bergslien entworfen hat.